# Le due vie del destino - The Railway Man
Le due vie del destino - The Railway Man (The Railway Man) è un film del 2013 diretto da Jonathan Teplitzky.
Presentata in anteprima mondiale il 6 settembre 2013 al Toronto International Film Festival, la pellicola, con protagonisti Colin Firth e Nicole Kidman, è l'adattamento cinematografico dell'omonima autobiografia di Eric Lomax.

## Trama
Durante la seconda guerra mondiale, Eric Lomax è un ufficiale britannico addetto ai segnali e appassionato di ferrovie che viene catturato insieme ad altre migliaia di giovani soldati dai giapponesi, che hanno invaso Singapore, e mandato in un campo di prigionia dov'è costretto a lavorare alla realizzazione della famigerata Ferrovia della morte, così chiamata per le condizioni di lavoro drammatiche e perché vi sono periti metà di coloro che vi hanno lavorato, tra la Thailandia e la Birmania a nord della penisola malese. Durante la sua permanenza nel campo, Lomax è testimone delle inimmaginabili sofferenze a cui gli uomini sono sottoposti. Egli costruisce in segreto una radio, ma viene scoperto ed in seguito torturato.
Anni più tardi, a guerra ultimata e scampato miracolosamente alla morte, Lomax soffre il trauma psicologico delle sue drammatiche esperienze e, perseguitato dall'immagine del suo torturatore, il giovane ufficiale giapponese Takashi Nagase, di ruolo interprete della Kempeitai, si isola dal mondo. L'incontro con Patti sembra per la prima volta sbloccare la sua psiche. I due si corteggiano e poi si sposano, ma la notte delle nozze gli incubi di Eric riemergono e il ricordo dell'ufficiale giapponese lo trascina agli orrori del passato. La moglie lo trova urlante sul pavimento della camera da letto ed Eric si richiude nuovamente in se stesso, scaricando la sua furia silenziosa sulla moglie e rendendole la vita insopportabile.
Patti cerca allora di scoprire la causa del tormento dell'uomo amato e lottando contro il codice del silenzio che unisce gli ex prigionieri di guerra, persuade l'enigmatico Finlay a rivelarle quanto accaduto e che l'ufficiale giapponese responsabile è ancora vivo e che lui stesso sa dove trovarlo: lavora infatti come guida turistica nel vecchio campo di prigionia, trasformato in luogo della memoria. Lo stesso Finlay, tormentato dai ricordi di quel che ha passato e dubbioso di aver fatto la scelta giusta rivelando il segreto, si uccide impiccandosi sotto un ponte. Lomax si reca da solo in Thailandia per confrontarsi con Nagase, allo scopo di lasciarsi alle spalle un'esistenza di odio e amarezza. Quando riesce a incontrarlo nel campo, dopo che è passato l'orario di visita, Lomax gli si rivolge con lo stesso tono nel quale i militari giapponesi l'avevano interrogato anni prima.
Lomax arriva al punto di mettere un braccio di Nagase su un supporto di legno e di imbracciare una mazza per romperglielo, facendo uso degli stessi oggetti di cui si servivano un tempo i torturatori e che ora sono mostrati al pubblico come reperti bellici. Sentendosi in colpa, Nagase non fa resistenza, ma all'ultimo momento Lomax colpisce deliberatamente il tavolo anziché il braccio del giapponese. Lomax punta un coltello alla gola di Nagase e lo spinge in una gabbia di bambù, come quella in cui egli e altri prigionieri erano stati rinchiusi per punizione. Nagase ammette che i militari giapponesi, tra i quali egli stesso, erano stati ammaestrati a pensare contro ogni evidenza che avrebbero vinto la guerra, e che non conosceva l'elevato numero di lutti provocati dall'esercito imperiale. Lomax infine libera Nagase, getta il coltello nel fiume vicino e torna in Gran Bretagna.
Dopo aver ricevuto un'accorata lettera di Nagase che gli confessa il suo senso di colpa, Lomax fa ritorno in Thailandia, stavolta con Patricia. Incontra Nagase un'altra volta, e i due uomini accettano di perdonarsi l'un l'altro e si abbracciano. L'epilogo informa che essi rimasero amici fino alla morte di Nagase nel 2011.

## Produzione
Mentre lavorava alla sceneggiatura, Frank Cottrell Boyce, co-sceneggiatore del film, andò a Berwick-upon-Tweed nel Northumberland, insieme a Colin Firth, per incontrare l'allora novantunenne Eric Lomax.

### Cast
Per il ruolo di Patricia Wallace fu inizialmente scelta l'attrice Rachel Weisz, la quale però dovette abbandonare forzatamente il progetto per i conflitti di programmazione con le riprese del film Il grande e potente Oz e le riprese aggiuntive di The Bourne Legacy, avvenute nello stesso periodo delle riprese principali di The Railway Man; il ruolo viene affidato poi a Nicole Kidman, su richiesta dello stesso Colin Firth.

### Riprese
Le riprese della pellicola sono iniziate nel mese di aprile 2012 e si sono svolte tra gli Stati dell'Australia ed il Regno Unito (Scozia ed Inghilterra), con alcune sequenze girate in Thailandia.
Il budget del film è stato di circa 26 milioni di dollari.

## Promozione
Il primo trailer viene diffuso il 10 settembre seguente.

## Distribuzione
Il film viene presentato in anteprima mondiale al Toronto International Film Festival il 6 settembre 2013.
La pellicola è stata distribuita nelle sale cinematografiche australiane a partire dal 26 dicembre 2013 ed in quelle britanniche dal 3 gennaio 2014, mentre in quelle italiane dall'11 settembre 2014.

## Riconoscimenti
- 2013 - Festival Internazionale del Cinema di San Sebastián
  - SIGNIS Award a Jonathan Teplitzky
  - Candidatura per la concha de Oro al miglior film
- 2014 - Film Critics Circle of Australia
  - Miglior sceneggiatura a Frank Cottrell Boyce e Andy Paterson
  - Candidatura per il miglior film
  - Candidatura per il miglior regista a Jonathan Teplitzky
  - Candidatura per il miglior attore a Colin Firth
  - Candidatura per la miglior attrice a Nicole Kidman
  - Candidatura per il miglior montaggio a Martin Connor
  - Candidatura per le migliori scenografie a Steven Jones-Evans
- 2015 - AACTA Award
  - Miglior sceneggiatura non originale
  - Miglior colonna sonora originale
  - Candidatura per il miglior film
  - Candidatura per la miglior fotografia
  - Candidatura per il miglior sonoro
  - Candidatura per i migliori costumi
- 2015 - Saturn Awards[9]
  - Candidatura per il miglior film internazionale

## Film correlati
Altri film che raccontano la prigionia in Giappone e/o la costruzione della "ferrovia della morte":
- Il ponte sul fiume Kwai (1957)
- Furyo (1983)
- L'impero del sole (1987)
- Paradise Road (1997)
- Fight for Freedom (2001)
- The Great Raid - Un pugno di eroi (2005)
- Unbroken (2014)